# NGC 2683
NGC 2683是一個無棒螺旋星系，由威廉·赫歇爾於1788年2月5日發現。宇航員紀念天文館和天文台（AMPO）稱它為“飛碟銀河”（"UFO Galaxy"）。它距離地球約1600至2500萬光年。它以410（250英里）每秒的速度移離地球，而移離銀河系中心的速度為375（233英里）每秒。該星系中心發出的紅光受位於星系外圍的氣體和塵埃影響而呈現黃色。

## 外部連結
- WikiSky上关于NGC 2683的内容：DSS2, SDSS, GALEX, IRAS, 氢α, X射线, 天文照片, 天图, 文章和图片